# Saison 2 de Série noire
Chronologie
Saison 1
Cet article présente les épisodes de la seconde saison de la série télévisée québécoise Série noire.

## Distribution
- François Létourneau : Denis Rondeau, Scénariste de La Loi de la justice
- Vincent-Guillaume Otis : Patrick Bouchard, Scénariste de La Loi de la justice
- Édith Cochrane : Judith, femme de Denis Rondeau
- Martin-David Peters : Enquêteur Perez
- Louise Bombardier : Louise Talbot, Productrice de La Loi de la justice
- Alain Zouvi : Diffuseur de La Loi de la justice
- Guy Nadon : Jean-Guy Boissonneau, Acteur de La Loi de la justice (Juge Boivin)
- Marc Beaupré : Marc Arcand
- Anne-Élisabeth Bossé : Charlène
- Martin Drainville : Yvan
- Olivier Morin : Simon Bernier, Acteur de La Loi de la justice (Marc Arcand)
- Hugo Dubé : Claudio Brodeur
- Jacques L'Heureux : Henri, Mari de Louise Talbot et producteur de La Loi de la justice
- Karen Racicot : Solange, Maitresse d'Henri
- Elisabeth Locas : Actrice de La loi de la justice
- Sébastien René : Maître Marlin, Avocat
- Pascale Desrochers : Linda, Propriétaire de l'animalerie "Zoofolie"
- Léa-Marie Cantin : Huguette, Propriétaire de "Glaçon" (petit chien blanc)
- Bernard Derome : Narration

## Épisodes

### Épisode 01
- 6 novembre 2015 sur TOU.TV
- 15 janvier 2016 sur Radio-Canada

### Épisode 02
- 6 novembre 2015 sur TOU.TV
- 22 janvier 2016 sur Radio-Canada

### Épisode 03
- 6 novembre 2015 sur TOU.TV
- 29 janvier 2016 sur Radio-Canada

### Épisode 04
- 6 novembre 2015 sur TOU.TV
- 5 février 2016 sur Radio-Canada

### Épisode 05
- 6 novembre 2015 sur TOU.TV
- 12 février 2016 sur Radio-Canada

### Épisode 06
- 6 novembre 2015 sur TOU.TV
- 19 février 2016 sur Radio-Canada

### Épisode 07
- 6 novembre 2015 sur TOU.TV
- 26 février 2016 sur Radio-Canada

### Épisode 08
- 6 novembre 2015 sur TOU.TV
- 4 mars 2016 sur Radio-Canada

### Épisode 09
- 6 novembre 2015 sur TOU.TV
- 11 mars 2016 sur Radio-Canada

### Épisode 10
- 6 novembre 2015 sur TOU.TV
- 18 mars 2016 sur Radio-Canada